# محي الدين بن خليفة
محي الدين بن محمد بن خليفة ، (1938-1984). الأديب القصّاص. ولد بمساكن يوم 6 جوان 1938. أبوه عدل إشهاد عرف بحيازته لمكتبته ضخمة.

## حياته

### تعليمه
وتعلم محي الدين بمساكن وحاز ثقافة مزدوجة عربية وفرنسية بعدما دخل المدرسة العربية الفرنسية. ثم التحق بالمعهد الصادقي بتونس بين 1953 و1954 لكنه انقطع عن الدراسة بعد وفاة والده ولظروفه الصحية الوعرة.
استفاد من شغله كحافظ مكتبة بمساكن 1963-1978 فاطلع على الكتب ومحتوياتها، كما استفاد من بقائه بالمهجر مدة سنوات فنمى معارفه الثقافية. كانت له مشاركة بارزة في جميع الأنشطة على الصعيدين المحلي والجهوي خاصة الاجتماعية منها والثقافية والسياسية وواكب أهم التيارات وعرف مختلف الأوضاع.

## مؤلفاته
يُعد محي الدين بن خليفة من أبرز الأدباء المعاصرين التونسيين بما خلفه من قصص منها التي نُشر ومنها التي ما زالت مخطوطة. وأهم قصصه المنشورة هي:
1. 1972: الشجرة [3]
2. 1975:الرماد
3. 1976:سوق الكلاب [4]
4. 1979:أشباح السوق جزآن

أما أعماله غير المنشورة فمنها:
1. القيد،
2. التابوت،
3. الملاّح،
4. الشجرة 2-3-4-5،
5. المرمرية،
6. الكنز المسحور...

وتصور هذه الكتب الحالة الاجتماعية والثقافية والاقتصادية لمساكن أثناء فترة الستينات مما يجعل كتاباته تمثل مصدرا تاريخيا لقرية من قرى الساحل التونسي عاشت تحولات عقب حصول البلاد على الاستقلال. والمعتقد أن قصص محي الدين بن خليفة توفر مادة مميزة صالحة للإنتاج المسرحي والسنمائي.

## وفاته
توفي محي الدّين بن خليفة في شهر فيفري 1984 ودفن بمقبرة بمساكن.